# Arfoud
Arfoud (arabiska: ارفود) är en stad i Marocko. Den ligger i provinsen Errachidia och regionen Drâa-Tafilalet, 400 km sydost om huvudstaden Rabat. Antalet invånare var 29 279 vid folkräkningen 2014.